# Szinekdoché
A retorikában, a stilisztikában és a szemantikában (jelentéstanban) a szinekdoché (< ógörög συνεκδοχή, szó szerint ’együttértés’) az az alakzat, közelebbről szókép (trópus), amely „egy fogalom vagy egy tényállás megnevezése egy vele »együtt értett« másik fogalom vagy tényállás megnevezésére szolgáló kifejezéssel”. Egy másik meghatározás szerint a szinekdoché egy denotátum megnevezése olyan lexikai egységgel, amely jelentése szokásosan vagy tágabb, vagy szűkebb, mint annak a denotátumnak a szokásos megnevezése. Megint más meghatározás szerint a szinekdoché megnevezés helyettesítése egy másikkal a közöttük létező mennyiségi természetű logikai viszony alapján.
Egyes szerzők a szinekdochét a metonímia egyik fajtájának tekintik. Közös bennük a szokásos megnevezés helyettesítése egy másikkal a közöttük meglévő logikai viszony alapján, amely az érintkezés. A szinekdoché esetében a viszony mennyiségi jellegű is, ami nem sajátossága egyes metonímiatípusoknak, például annak, amellyel szerző nevét használják egyik művének címe helyett: Krúdyt a felső polcon találod.
Mint a metonímia általában, a szinekdoché is megtalálható úgy a szokásos beszédben, mint irodalmi művekben.

## Szinekdochétípusok
A szinekdochékat olyan párokba szokták csoportosítani, amelyek tagjai egy bizonyos szempont szerint állnak ellentétben egymással. Egyes szerzők szerint ilyen párok a rész – egész, az egy – több és a faj (hiponima) – nem (hiperonima). Mások ezekhez hozzáadják a tárgy – anyag párt, amelyet az előbbiek a metonímia keretén belül tárgyalnak.

### Rész – egész

#### Rész az egész helyett
Ez a szinekdochétípus a retorikában a pars pro toto latin elnevezésével ismert.
Példák a szokásos beszédben:
- (magyarul) Hány fő vett részt az értekezleten? – fő személy helyett;[1]
- (angolul) We need to hire some more hands ’Több munkást kell alkalmaznunk’ – hands ’kezek’ workers ’munkások’ helyett;[11]
- (franciául) Gilles a enfin trouvé un toit ’Gilles talált végre lakást’ – toit ’tető’ logement ’lakás’ helyett;[3]
- (románul) o cireadă de o mie de capete ’ezer fős gulya’ – de capete ’fős’ de vite ’marhás’ helyett.[4]

Irodalmi példák:
- (magyarul) Szárnyakon megyünk legalább Marosvásárhelyig (Tamási Áron: Téli verőfény) – szárnyakon repülőgépen helyett;[1]
- (franciául) Londres fut de tout temps l’émule de Paris ’London mindig Párizs versenytársa volt’ – a fővárosok neve az országoké helyett;[12]
- (románul) Îți dau catarg lângă catarg,... (Mihai Eminescu) ’Adok sok árbocot neked,...’[13] – catarg ’árboc’ corabie ’hajó’ helyett;[4]
- (oroszul) Все флаги в гости будут к нам Vsze flagi v gostyi budut k nam szó szerint ’Az összes zászló vendégünk lesz’ (Alekszandr Szergejevics Puskin) – флаги ’zászlók’ корабли korabli ’hajók’ helyett.[8]

#### Egész a rész helyett
A retorikában e szinekdoché latin elnevezése totum pro parte.
Példák:
- (magyarul) Gyűjtötte a világot, amiben élünk, amíg élünk; s aztán elvitte (Tamási Áron: Szirom és Boly) – a világot tapasztalatokat, benyomásokat, élményeket helyett;[1]
- (angolul) I was stopped by the law ’Megállított egy rendőr’ – the law ’a törvény’ a police officer ’egy rendőr’ helyett;[11]
- (franciául) Le Canada a vaincu le Brésil en demi-finale ’Kanada legyőzte Brazíliát a féldöntőben’ – az országok neve sportcsapataiké helyett;[3]
- (oroszul) Начальство осталось довольно Nacsalsztvo osztalosz dovolno ’A főnökség elégedett maradt’ – начальство ’főnökség’ начальник nacsalnyik ’főnök’ helyett.[8]

### Egy – több

#### Egy a több helyett
Ez a szinekdoché viszonylag ritka. Főleg népnévként található. Példák:
- (magyarul) Mentek-e tatárra? mentek-e törökre,... (Arany János: Toldi);[1]
- (franciául) Triomphateur heureux du Belge et de l’Ibère ’Boldog legyőzője a belgának és a spanyolnak’ (Voltaire);[14]
- (oroszul) И слышно было до рассвета, как ликовал француз I szlisno bilo do rasszveta, kak likoval francuz ’És pirkadatig hallatszott, ahogy ujjongott a francia’ (Mihail Jurjevics Lermontov);[8]
- (románul) Și de-aceea tot ce mișcă-n țara asta, râul, ramul, / Mi-e prieten numai mie, iară ție dușman este (Eminescu) ’Minden cserje és folyócska – s ami mozdulat a réten / Mind csupán nekem barátom – míg neked ellenfeled,...’[15] – râul ’a folyó’, ramul ’az ág’ a többesszámú râurile, illetve ramurile helyett;[4]

#### Több az egy helyett
Ez a szinekdochétípus még ritkább, mint az előbbi. Több nyelvben megvan az úgynevezett fejedelmi többes alakjában:
- (magyarul) Mi, minden magyarok királya;[1]
- (franciául) Aujourd’hui 21 décembre 1785, dix heures du matin, en l’assemblée du Corps municipal, tenue devant nous Louis-Charles Lemenestrel, chevalier de l’ordre royal de Saint-Louis, conseiller du Roi… ’Ma, 1785. december 21-én, reggel tíz órakor, mi, Louis-Charles Lemenestrel, a Szent Lajos királyi rend lovagja, a Király tanácsosa jelenlétében, a Városi testület ülésén...’[16]
- (angolul) We, Edward, by the grace of God, King of Great Britain and Ireland,... ’Mi, Eduárd, Isten kegyelméből Nagy Britannia és Írország, [...] Királya...’[17]

Megtalálható még ez a szinekdoché egyes nyelvek régebbi irodalmában híres személyek nevének esetében, nyomatékosításuk céljából:
- (franciául) Il fut loin d’imiter la grandeur des Colberts „Távolról sem volt meg neki Colbert nagysága” (Voltaire);[14].
- (oroszul) Мы все глядим в Наполеоны Mi vsze gljagyim v Napoleoni ’Mi mind Napóleonra tekintünk’ (Puskin).[8]

Nem tévesztendő össze ez az alakzat azzal az antonomáziával, amellyel személy nevét használják többesszámban annak a személynek a tulajdonságaival rendelkező emberek megnevezésére, pl. pecsovicsok.

### Faj – nem

#### Fajfogalom a nemfogalom helyett
Ez a viszony hiponima és hiperonimája közötti:
- (magyarul) Amikor a poharak s a kalács mellől végre felálltak… (Tamási: Bölcső és Bagoly) – a kalács az étel helyett;[1]
- (franciául) Je l’ai vu refuser, poliment inhumain, / Une place à Racine, à Crébillon du pain ’Láttam őt udvarias embertelenséggel / Racine-tól állást, Crébillontól[19] a betevő falatot megtagadni’ (Voltaire) – pain ’kenyér’ nourriture ’táplálék’ helyett;[14]
- (oroszul) Пуще всего береги копейку Puscse vszevo beregi kopejku ’Leginkább takarékoskodj a kopejkával’ (Nyikolaj Vasziljevics Gogol) – копейку ’a kopejkával’ деньги gyenygi ’a pénzzel’ helyett.[8]

#### Nemfogalom a fajfogalom helyett
Ennek a szinekdochénak az esetében hiperonima használatáról van szó az egyik hiponimája helyett. Megértéséhez szükséges az, hogy a hiponima (olykor a hiperonima is) meglegyen az előző kontextusban:
- (magyarul) A négylábúakkal nincs is olyan sok baj, mint a kétlábúakkal (részlet egy internetes naplóból) – négylábúak a kontextusban előbb megjelent kutyák helyett, a kétlábúakkal az emberek helyett;[1]
- (franciául) Le quadrupède écume, et son œil étincelle ’A négylábú szája habzik, és szeme csillog’ (Jean de La Fontaine) – quadrupède ’négylábú’ lion ’oroszlán helyett;[20]
- (oroszul) Ну что ж, садись, светило Nu sto zs, szagyisz, szvetyilo ’Ülj hát le, égitest’ (Vlagyimir Vlagyimirovics Majakovszkij) – светило ’égitest’ солнце szolnce ’nap’ helyett.[8]

### Tárgy – anyag
Tárgy nevének használata anyagának neve helyett ritka. Példa a francia argóban sac à main ’kézitáska’ crocodile ’krokodil’ helyett.
Ennek fordítottja sokkal gyakoribb. Egyes szerzők csak metonímiaként kezelik. Példák:
- (magyarul) Nincs egy vasam sem – vas fillér helyett;[22]
- (franciául) Tous, le fer dans les mains, jurent de le venger ’Karddal a kezükben mind a megbosszulására esküdnek fel’ (Voltaire) – fer ’vas’ épée ’kard’ helyett;[23]
- (oroszul) Не то на серебре — на золоте едал Nye to na szerebre – na zolotye jedal ’Nem ezüstből, hanem aranyból evett’ (Alekszandr Szergejevics Gribojedov) – на серебре ’ezüstből’ és на золоте ’aranyból’ az ezekből készített edények neve helyett.[24]